# フリッツ・マウトナー

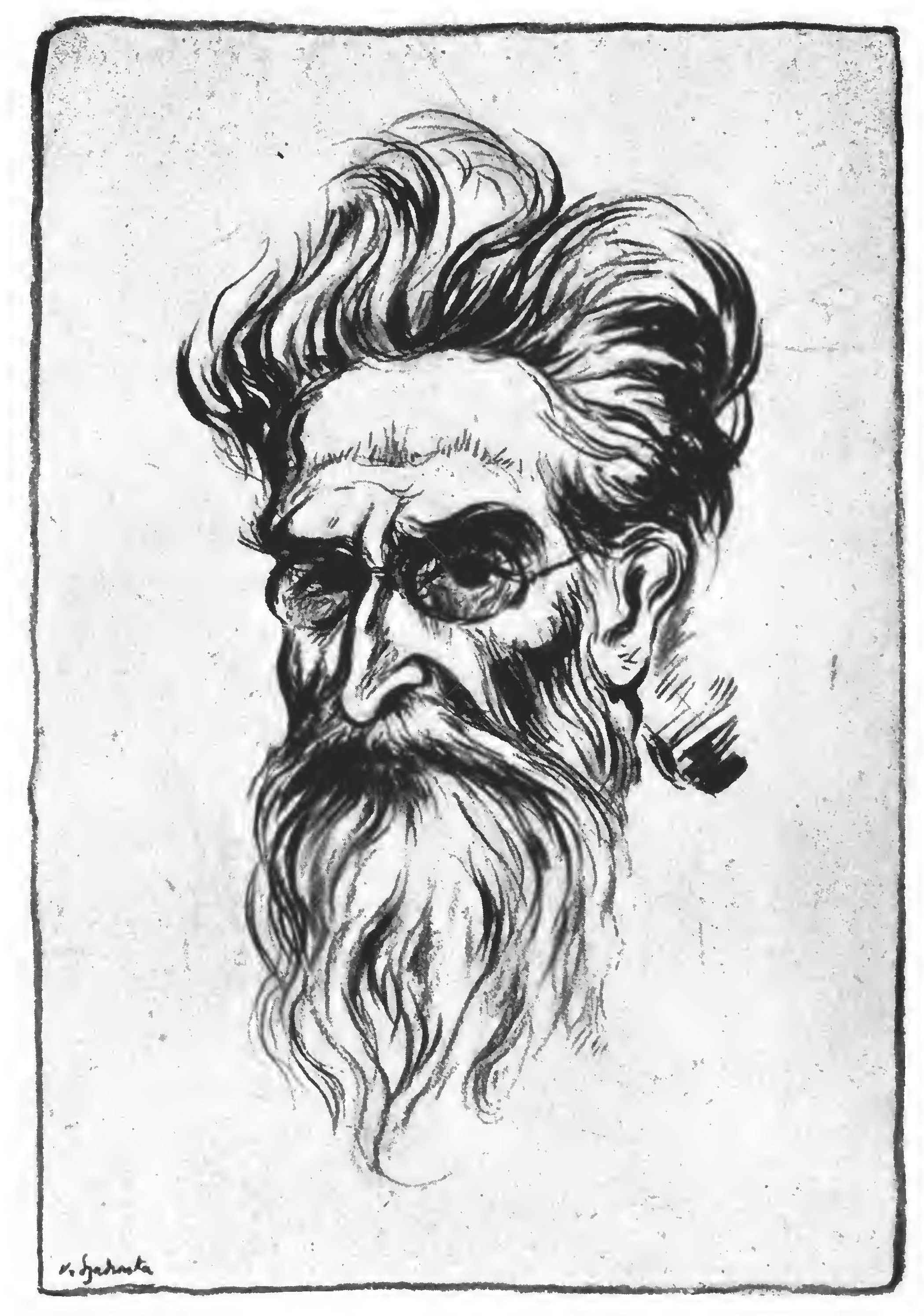

フリッツ・マウトナー（Fritz Mauthner、1849年11月22日 - 1923年6月29日）はオーストリア・ハンガリー帝国領ボヘミア出身の哲学者、評論家、作家。主著に1901年と1902年に出版された言語哲学に関する三部作の『言語批判論集』（Beiträge zu einer Kritik der Sprache）がある。

## 生涯
マウトナーはケーニクグレーツ（Königgrätz）（現在チェコのフラデツ・クラーロヴェー（Hradec Králové））近くの街ホルシッツ（Horschitz）（現在のホジツェ（Hořice））で織物工場を経営するエマヌエルと、その妻アマーリアとの間に、六人の子供の四番目として生まれる。彼の両親はユダヤ教徒だった。フリッツが6歳のときに家族はプラハに引越しをする。マウトナーはプラハで法学を学ぶが、途中で止めている。エルンスト・マッハを知ったことが、マウトナーの世界観にもっとも影響を与えたと言われている。マッハは1867年から1875年までプラハで実験物理学を学んでいた。世紀末頃、マウトナーはマッハに宛てて一通の手紙を書いており、そこで、マッハから刺激を受け続けていると述べている。
1873年に彼は法律事務所で仕事をする。同じ年に言語批判論の最初の草稿が書かれている（現在は紛失している）。